# USS Bogue (CVE-9)
USS Bogue («Боуг») (CVE-9) — американский эскортный авианосец, головной корабль одноимённой серии эскортных авианосцев США во время Второй мировой войны. Первоначально корабль был классифицирован как AVG-9, но потом классификация была сменена на ACV-9, 20 августа 1942 года; CVE-9, 15 июля 1943 года; и CVHP-9, 12 июня 1955 года.
Корабль был заложен 1 октября 1941 года как Steel Advocate (корпус 170) компанией Seattle-Tacoma Shipbuilding. «Боуг»был спущен на воду и наречён 15 января 1942 года миссис Миллер, супругой лейтенанта-коммандера Миллера; передан ВМС США 1 мая 1942 года; и принят на вооружение 26 сентября 1942 года, под командованием капитана Г. Е. Шорта.

## История службы в Атлантике
После построечного периода и интенсивных учений Боуг вступил в состав Атлантического флота в феврале 1943 года. Он стал первым эскортным авианосцем в создаваемых противолодочных истребительных группах. Бо́льшую часть экипажа «Боуга» составили спасшиеся моряки с потопленного авианосца «Лексингтон».
В течение марта и апреля он совершил три перехода через Северную Атлантику. Во время своего четвёртого похода, начавшегося 22 апреля, он смог с помощью своих самолётов утопить первую подводную лодку — U-569 22 мая в точке 50°40′ с. ш. 35°21′ з. д.. В течение своего пятого похода в Северную Атлантику его самолёты потопили 2 немецкие подводные лодки: U-217 5 июня (координаты 30°18′ с. ш. 42°50′ з. д.) и U-118 12 июня (координаты 30°49′ с. ш. 33°49′ з. д.).
23 июля в ходе своего седьмого патрулирования самолёты Боуга потопили U-527 в точке 35°25′ с. ш. 27°56′ з. д., эсминец USS W. George E. Badger (DD-196), входящий в состав прикрытия, потопил лодку U-613 в течение этого же патруля.
Во время восьмого похода «Боуга» было потоплено 2 немецкие подводные лодки. 13 декабря самолётами совместно с эсминцами-четырёхтрубниками USS W. George E. Badger (DD-196), USS Dupont (DD-152), USS Clemson (DD-186), и USS Osmond Ingram (DD-255) была потоплена U-172 в точке 26°19′ с. ш. 29°58′ з. д. и 20 декабря самолётами — лодка U-850 (координаты 32°54′ с. ш. 37°01′ з. д.).
В январе-феврале 1944 года «Боуг» сделал паузу в участии в противолодочных операциях и совершил транспортный рейс с армейскими истребителями на борту в Глазго, Шотландия.
Авианосец вернулся к противолодочным операциям в марте, потопив 13 числа совместно с британскими самолётами, эскортным миноносцем USS Haverfield (DE-393), эсминцем USS Hobson (DD-464) и канадским HMCS Prince Rupert лодку U-575 в точке 46°18′ с. ш. 27°34′ з. д..
5 мая 1944 года «Боуг» и его эскорт вышли из Хэмптон-Роудз, уничтожив 2 подводные лодки и вернувшись 2 июля. Этими лодками были: японская RO-501 (бывшая немецкая U-1224), потопленная 13 мая эскортным миноносцем сопровождения USS Francis M. Robinson (DE-220) и потопленная 24 июня самолётами «Боуга» японская же I-52 в точке 15°16′ с. ш. 39°55′ з. д..
В течение своего следующего похода (24 июля — 24 сентября 1944 года), самолёты «Боуга» потопили 20 августа немецкую U-1229 в (координаты 42°20′ с. ш. 51°39′ з. д.).
После возвращения авианосца в сентябре 1944 года «Боуг» проводил учения у Бермудских островов и Quonset Point, R. I., в промежутке, в феврале 1945 года, совершил поход в Ливерпуль с армейскими самолётами на борту.
В апреле 1945 года авианосец снова вернулся к противолодочным операциям, сформировав вокруг себя второе заградительное соединение под командованием кэптена G. J. Dufek. 24 апреля это соединение в составе эскортных миноносцев USS Flaherty (DE-135), USS Neunzer (DE-150), USS Chatelain (DE-149), USS Varian (DE-798), USS Hubbard (DE-211), USS Janssen (DE-396), USS Pillsbury (DE-133), и USS Keith (DE-241) потопило U-546. Она стала последней из 13 лодок, потопленных «Боугом» или его эскортом.

## На Тихом океане
После окончания войны в Атлантике «Боуг» перешёл на Тихий океан, прибыв в Сан-Диего 3 июля 1945 года. Вскоре он направился на запад и пришёл на Гуам 24 июля. Он успел совершить поход в Адак, Аляска (19 августа — 6 сентября), после чего принял участие в операции «Волшебный ковёр» — перевозке в Штаты военнослужащих, дислоцированных на тихоокеанских островах.
30 ноября 1946 года авианосец был выведен в резерв в Такома, штат Вашингтон.
В ходе Второй мировой войны Боуг был награждён Президентским упоминанием и 3 боевыми звёздами.